# Þórðar saga kakala
Þórðar saga kakala es uno de los libros de la saga Sturlunga, una de las sagas islandesas que narran la historia de Þórður kakali Sighvatsson y los conflictos sobre tierras y poder político durante el periodo de guerra civil conocido como Sturlungaöld. De autor anónimo, fue escrita probablemente a finales del siglo XIII.